# David Adams
David Adams (n. 5 de enero de 1970 en Durban, Sudáfrica) es un exjugador de tenis sudafricano que conquistó 19 títulos de dobles y llegó a ser un top ten en esa especialidad.

## Finales de Grand Slam

### Finalista Dobles (1)
| Año  | Torneo        | Pareja           | Oponentes en la final    | Resultado         |
| 1992 | Roland Garros | Andrei Olhovskiy | Jakob Hlasek Marc Rosset | 6-7(4) 7-6(3) 5-7 |

### Campeón Dobles Mixto (2)
| Año  | Torneo               | Pareja            | Oponentes en la final         | Resultado      |
| 1999 | Abierto de Australia | Mariaan de Swardt | Serena Williams Max Mirnyi    | 6-4 4-6 7-6(5) |
| 2000 | Roland Garros        | Mariaan de Swardt | Rennae Stubbs Todd Woodbridge | 6-3 3-6 6-3    |

## Títulos (19; 0+19)

### Dobles (19)
| Leyenda                |
| Grand Slam (0)         |
| Tennis Masters Cup (0) |
| ATP Masters Series (0) |
| ATP Tour (19)          |

| N.º | Fecha | Torneo           | Superficie    | Pareja                | Oponentes en la final                   | Resultado      |
| --- | ----- | ---------------- | ------------- | --------------------- | --------------------------------------- | -------------- |
| 1.  | 1992  | Munich           | Tierra batida | Menno Oosting         | Carl Limberger Tomáš Anzari             | 3-6 7-5 6-3    |
| 2.  | 1993  | Copenhague       | Moqueta       | Andrei Olhovskiy      | Martin Damm Daniel Vacek                | 6-3 3-6 6-3    |
| 3.  | 1993  | Estoril          | Tierra batida | Andrei Olhovskiy      | Menno Oosting Udo Riglewski             | 6-3 7-5        |
| 4.  | 1994  | Stuttgart Indoor | Moqueta       | Andrei Olhovskiy      | Grant Connell Patrick Galbraith         | 6-7 6-4 7-6    |
| 5.  | 1994  | Casablanca       | Tierra batida | Menno Oosting         | Cristian Brandi Federico Mordegan       | 6-3 6-4        |
| 6.  | 1994  | Kitzbühel        | Tierra batida | Andrei Olhovskiy      | Sergio Casal Emilio Sánchez             | 6-7 6-3 7-5    |
| 7.  | 1995  | Yakarta          | Dura          | Andrei Olhovskiy      | Ronald Agenor Shuzo Matsuoka            | 7-5 6-3        |
| 8.  | 1995  | Marsella         | Moqueta       | Andrei Olhovskiy      | Jean-Philippe Fleurian Rodolphe Gilbert | 6-1 6-4        |
| 9.  | 1996  | Róterdam         | Moqueta       | Marius Barnard        | Hendrik Jan Davids Cyril Suk            | 6-3 5-7 7-6    |
| 10. | 1997  | Amberes          | Dura          | Olivier Delaitre      | Sandon Stolle Cyril Suk                 | 3-6 6-2 6-1    |
| 11. | 1999  | Róterdam         | Moqueta       | John-Laffnie de Jager | Neil Broad Peter Tramacchi              | 6-7 6-3 6-4    |
| 12. | 1999  | Båstad           | Tierra batida | Jeff Tarango          | Nicklas Kulti Mikael Tillström          | 7-66 6-4       |
| 13. | 1999  | Bournemouth      | Tierra batida | Jeff Tarango          | Michael Kohlmann Nicklas Kulti          | 6-3 6-75 7-65  |
| 14. | 2000  | Róterdam         | Dura          | John-Laffnie de Jager | Tim Henman Yevgeny Kafelnikov           | 5-7 6-2 6-3    |
| 15. | 2000  | Londres          | Dura          | John-Laffnie de Jager | Jan-Michael Gambill Scott Humphries     | 6-3 6-77 7-611 |
| 16. | 2000  | Múnich           | Tierra batida | John-Laffnie de Jager | Max Mirnyj Nenad Zimonjić               | 6-4 6-4        |
| 17. | 2002  | Taskent          | Dura          | Robbie Koenig         | Raemon Sluiter Martin Verkerk           | 6-2 7-5        |
| 18. | 2002  | San Petersburgo  | Dura          | Jared Palmer          | Irakli Labadze Marat Safin              | 7-610 6-3      |
| 19. | 2003  | Auckland         | Dura          | Robbie Koenig         | Tomáš Cibulec Leoš Friedl               | 7-65 3-6 6-3   |

### Finalista en dobles (torneos destacados)
- 1992: Roland Garros
- 1998: Masters de Hamburgo (junto a Brett Steven pierden ante Donald Johnson y Francisco Montana)
- 1999: Masters de Roma (junto a John-Laffnie de Jager pierden ante Ellis Ferreira y Rick Leach)
- 1999: Masters de Stuttgart (junto a John-Laffnie de Jager pierden ante Jonas Björkman y Byron Black)

- Datos: Q586939